# Hôtel du Petit-Saint-Vincent
L'  Hôtel particulier du petit Saint-Vincent était une maison de ville des moines, elle est située à Laon, en France.

## Localisation
La maison se situe au 1 rue saint-Martin ainsi qu'une cour sur l'arrière.

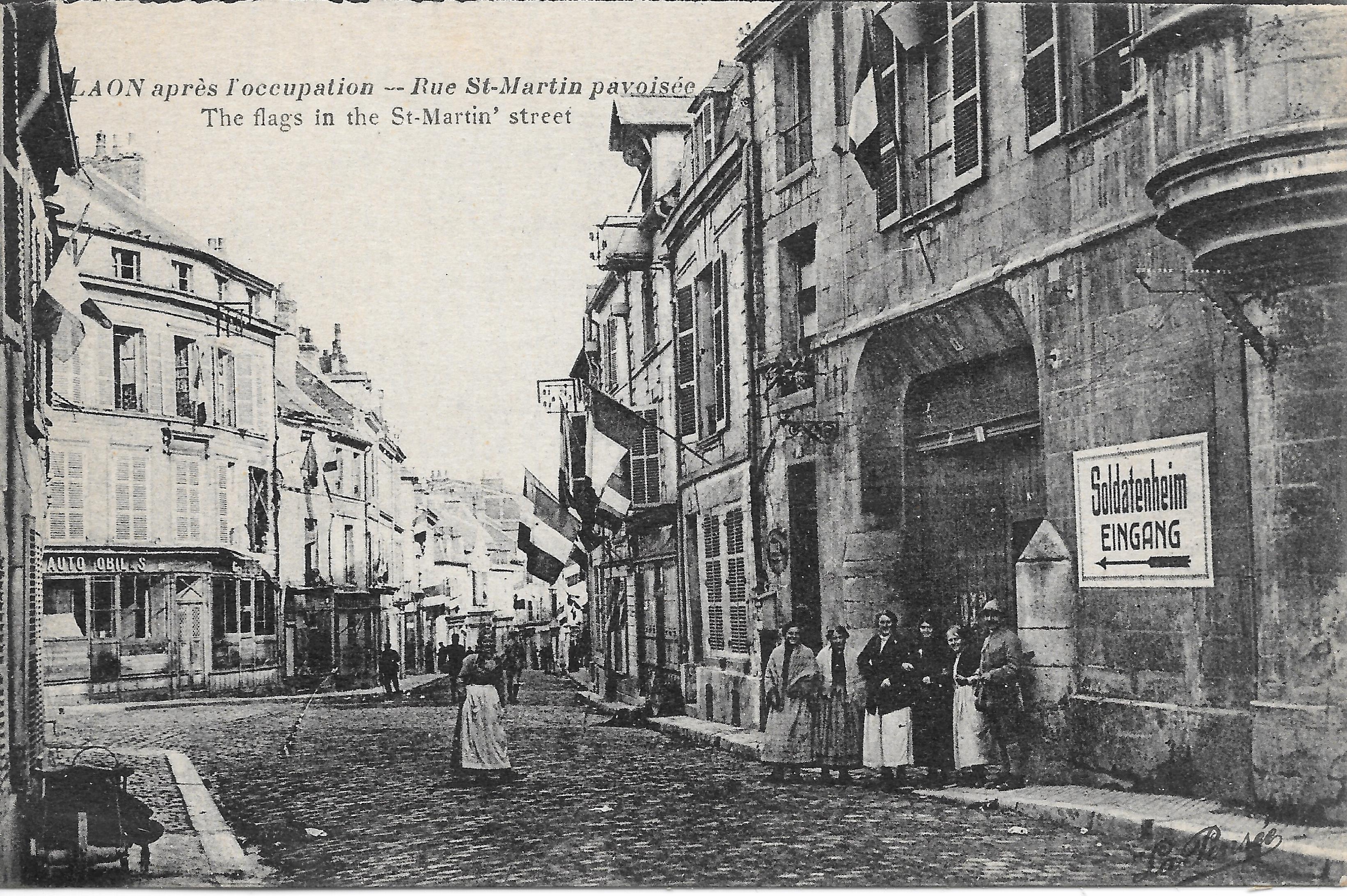
La porte lors de la libération de la ville de l'occupation allemande.

Les moines de l'abbaye st-Vincent possédaient depuis le XVIe une maison de ville entre l'hôtel de la Gerbe et l'hôtel de la couronne, ils firent l’acquisition en 1527 de maisons au début de la rue st-Martin pour déménager. Elles furent démolies et l'édification de ce qui est aujourd'hui l'Hôtel du Petit-Saint-Vincent s'étalait de 1529 à 1534. Elle a toujours ses deux tourelles sur rue encadrant deux étages avec trois fenêtres à meneau ; une arcade surbaissée forme une porte décalé et sur cour une tour octogonale ayant un escalier en colimaçon et une porte sculptée. Le deuxième bâtiment à angle droit est d'une grande élégance, sur deux étages avec en son milieu une avancée sur quatre niveaux surmontée d'un pignon triangulaire. Le pignon est décoré de deux statues : un homme tenant une coupe et une cruche, de l'autre une femme tenant une épée et une tête humaine.
Au moment de la guerre de religion, l'hôtel est le centre des ligueurs, l'abbé portait cuirasse avec le capitaine Farsin. Au XVIIIe siècle l'abbaye louait l'hôtel à des particuliers comme Blondelas maître de pension. Sous la Révolution il fut un lieu de réunion célèbre puis fut acquis par le citoyen Quesnel temps où la rue se nommait Rue de la Réunion. 
Le corps du bâtiment est classé au titre des monuments historiques en 1964.

## Images

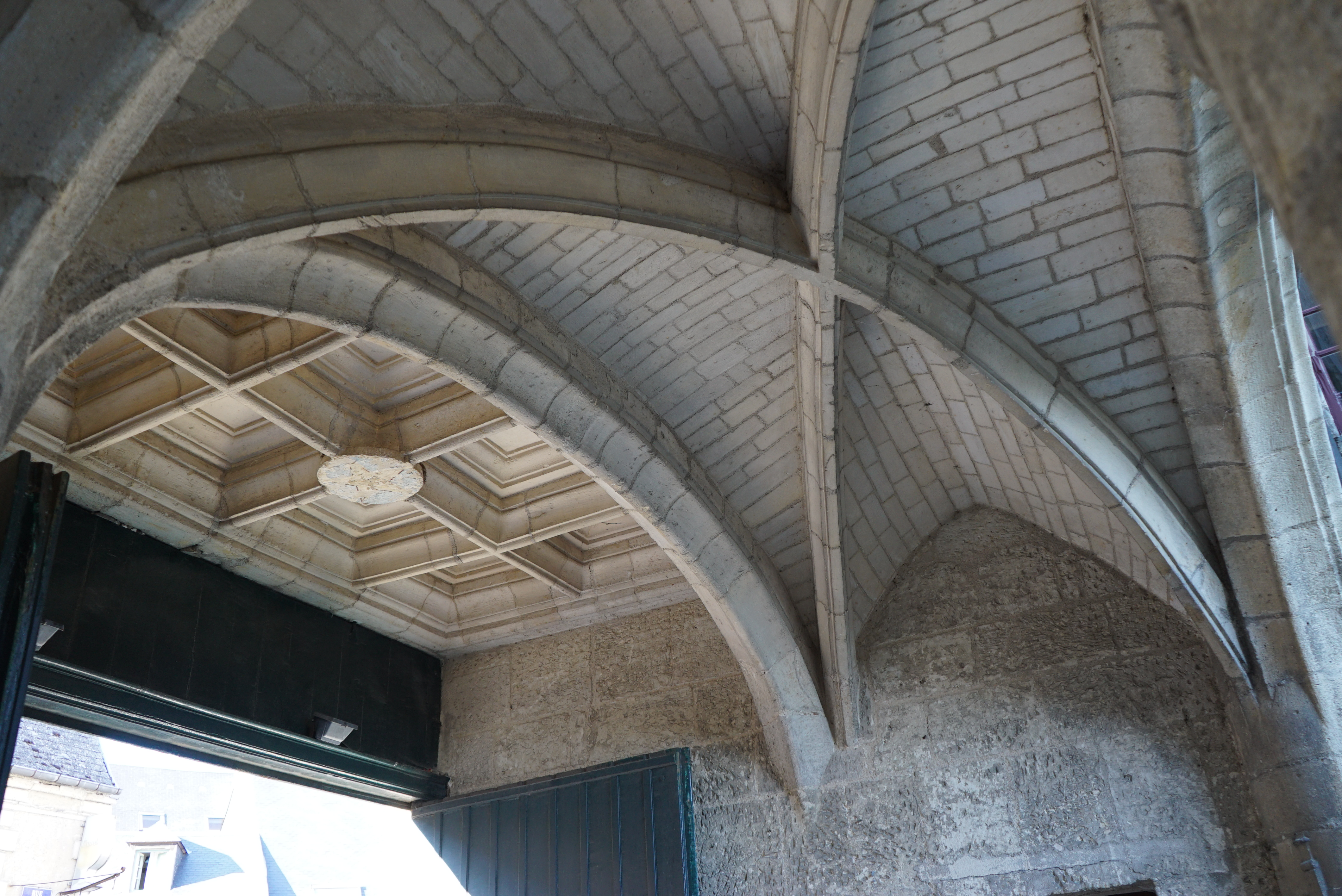
Porterie petit saint Nicolas.
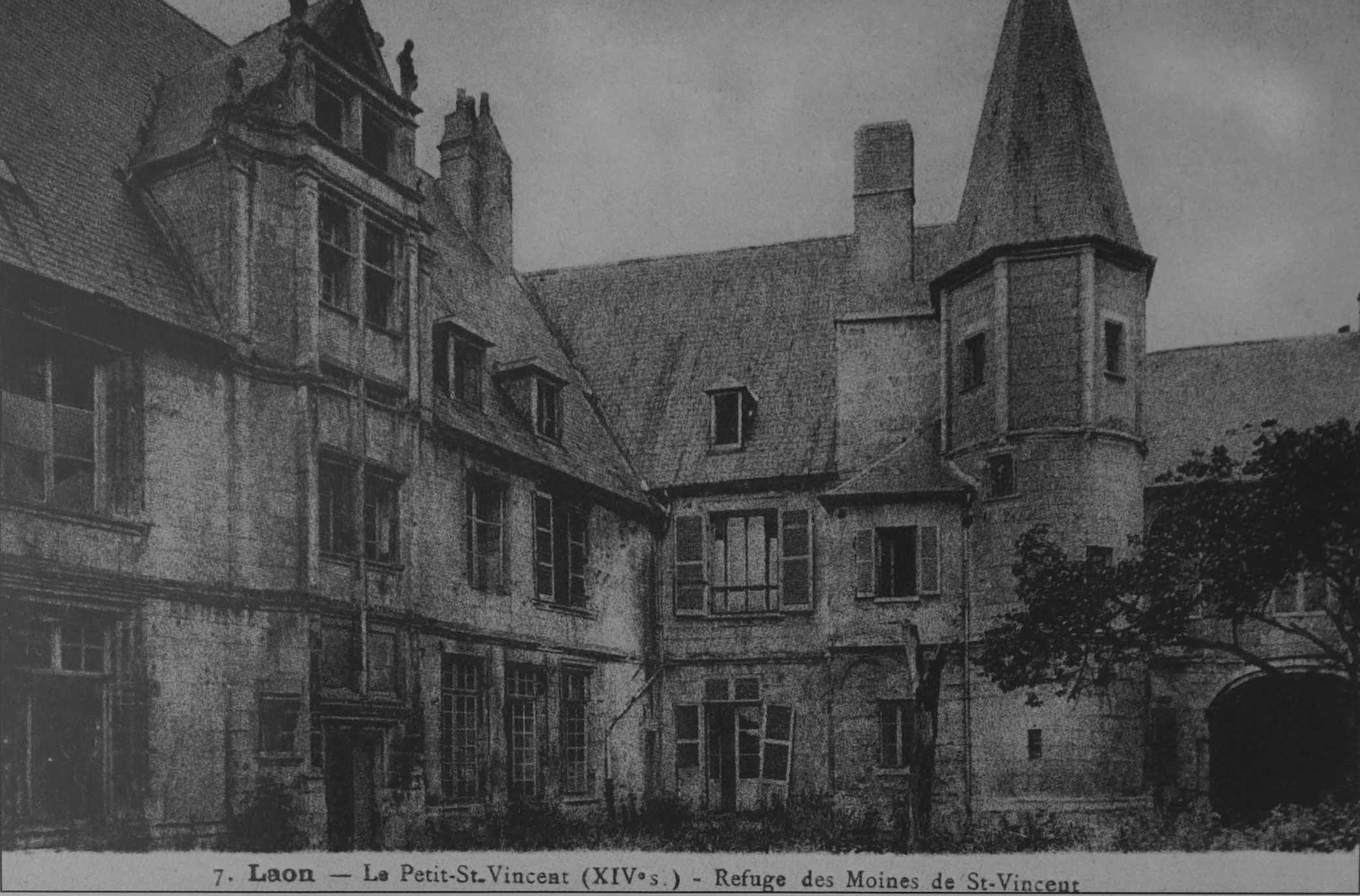
La cour, façade à pignon et tour.
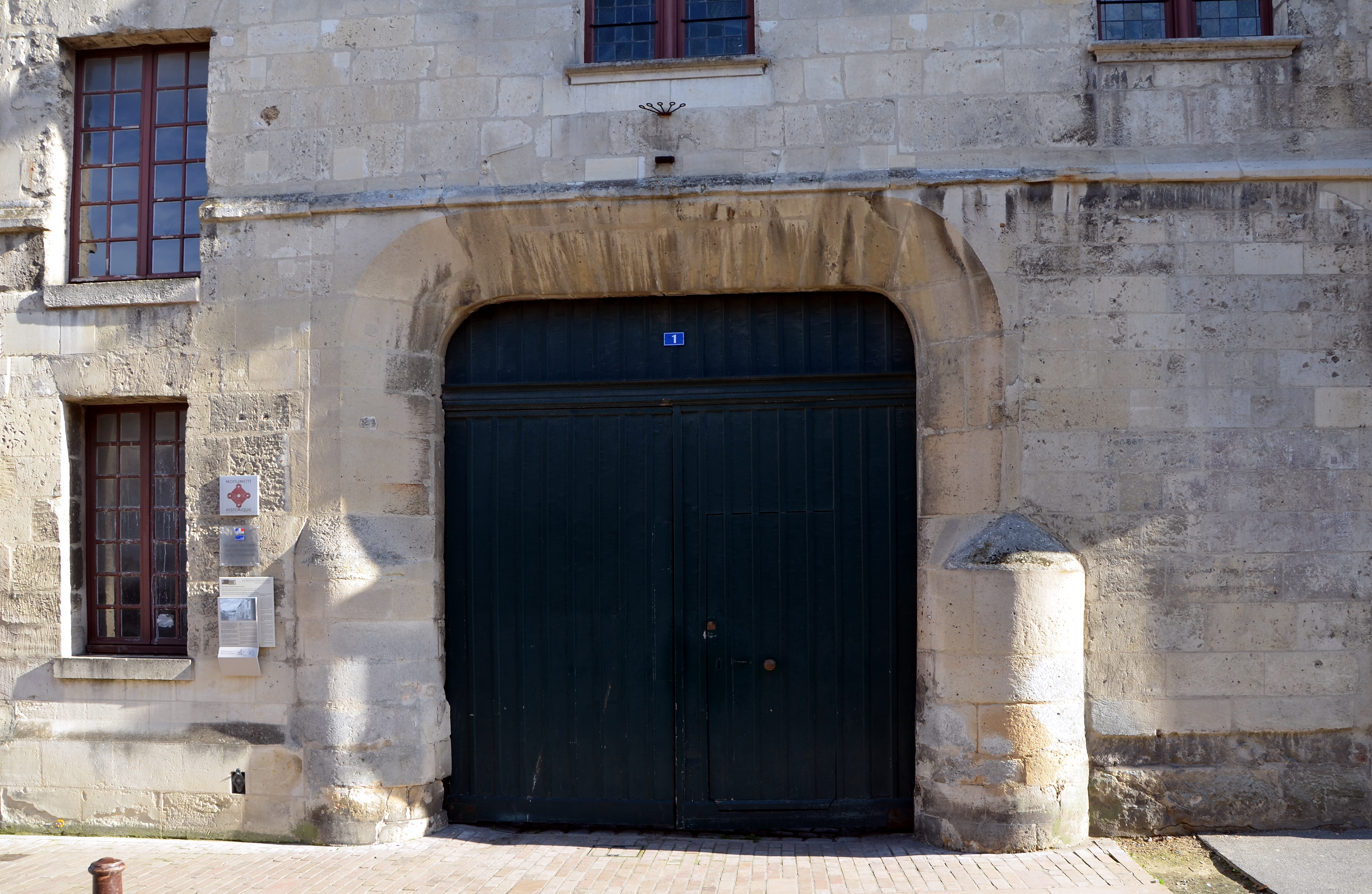
Porte sur rue.
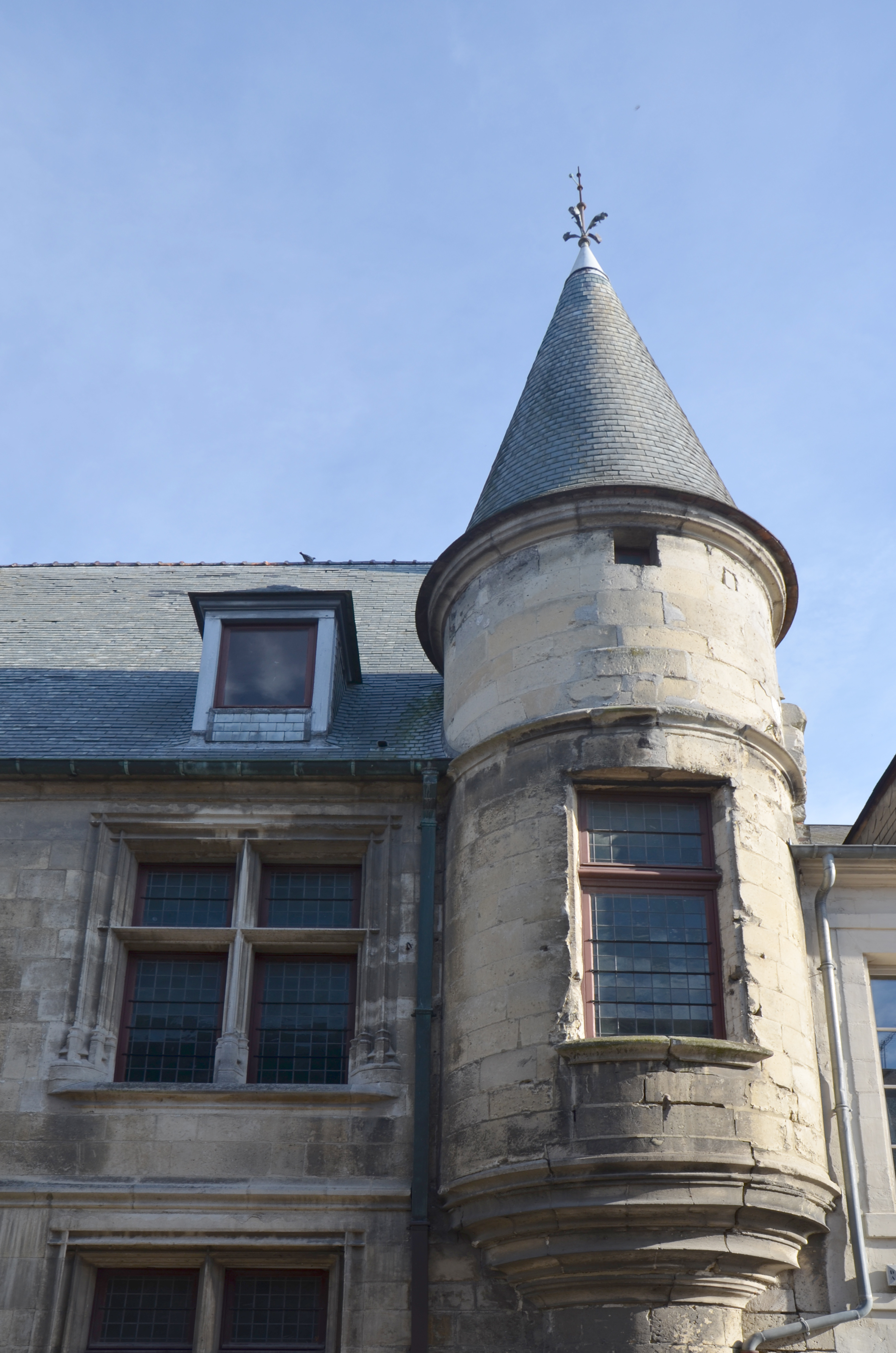
Détail d'une tourelle.